# Новоназаровка
Но́воназа́ровка — село в Белогорском районе Амурской области, Россия.
Входит в Некрасовский сельсовет.

## География
Село Новоназаровка стоит в 10 км от правого берега реки Белая (левый приток Зеи).
Село Новоназаровка расположено к югу от районного центра города Белогорск.
Дорога к селу Новоназаровка идёт на северо-восток от административного центра Некрасовского сельсовета села Некрасовка, расстояние — 8 км.
Расстояние до районного центра города Белогорск (через Некрасовку, Поляное, на северо-восток по автодороге областного значения Белогорск — Благовещенск, через Пригородное) — около 50 км.

## Население
| 2002 | 2010 | 2012 | 2013 | 2014 | 2015 | 2016 |
| ---- | ---- | ---- | ---- | ---- | ---- | ---- |
| 115  | ↘52  | ↗54  | ↗55  | →55  | ↘48  | ↘43  |
| 2017 | 2018 |      |      |      |      |      |
| →43  | ↘40  |      |      |      |      |      |

## Инфраструктура
- Сельскохозяйственные предприятия Белогорского района.